# Tomary
Tomary (* 20. Juni 1998, bürgerlich Thomas Ralf Wellner) ist ein deutscher Webvideoproduzent.

## Leben
Thomas Wellner wuchs im oberpfälzischen Nittenau auf. Bereits im Jugendalter zeigte er ein starkes Interesse an Computern, Videos sowie Videoschnitt. Seinen YouTube-Kanal gründete er im Jahr 2015. Die ersten Videos handelten von Animationen und Visual Effects.
Wellner wechselte nach der sechsten Klasse von dem Gymnasium auf eine Realschule und machte folgend noch sein Fach-Abitur mit dem Schwerpunkt Informatik. Anschließend zog er nach Berlin, um als Cutter für einen YouTuber zu arbeiten. Etwas später bewarb er sich bei dem Webvideoproduzenten Rewinside als Cutter. Für diesen Job, den er von 2017 bis 2019 ausübte, zog Wellner nach Köln.
Tomary wohnt inzwischen in München.

## Aktivitäten auf YouTube
In den Videos und Streams von Rewinside trat Wellner immer wieder als Sidekick auf und präsentierte sich so erstmals einer größeren Zuschauergruppe. Sein erstes eigenes Video lud er am 12. Mai 2016 hoch. Die ersten Videos nach seiner Zeit als Cutter bei Rewinside handelten von Selbstexperimenten. Er versuchte so etwa innerhalb von einer Minute einzuschlafen, in einer Woche zeichnen zu lernen oder sich mit nur einem Euro am Tag zu ernähren.
Aus einigen Experimenten ergaben sich Geschäftsideen, zum Beispiel war das Smartphone-Spiel DinoScape international in den Spiele-Charts. Seine Spielzeugerfindung MagFlip mit einem Spendenerlös von über 80.000 Euro bei der Crowdfunding-Plattform Kickstarter ließ er patentieren.
Nach einiger Zeit verlagerte sich der Fokus des Kanals mehr auf die Konstruktion von Dingen in seiner eigenen Werkstatt. Beispiele sind der Bau eines Fahrrads mit viereckigen Rädern, eines XXL-Hamsterrads oder eines Stromgenerators, aber auch ein ferngesteuertes Auto. Volkswagen reagierte auf den Umbau.
Auf dem Zweitkanal tomary lul veröffentlicht Wellner regelmäßig Einblicke in sein privates Leben.
Laut eigenen Aussagen erzielt Tomary durch die YouTube-Einnahmen, seine Schnittkurse und seine Produktplatzierungen rund eine Million Euro Umsatz pro Jahr und beschäftigt acht Angestellte.
Stand Januar 2024 verfügt der Hauptkanal über 921.000 Abonnenten.

## Mediale Aufmerksamkeit
Die Dokureihe Money Maker der ARD widmete sich in der 4. Folge der YouTube-Karriere von Tomary. Die Erstausstrahlung in der ARD Mediathek fand am 20. Dezember 2022 statt. Die Fernseherstausstrahlung erfolgte am 4. April 2023. Die Dokumentation wurde ebenfalls in der Fernsehsendung Mehr/wert des regionalen Fernsehsenders BR Fernsehen am 13. April 2023 erstmalig gezeigt.